# Cristiano IV da Dinamarca
Cristiano IV (Hillerød, 12 de abril de 1577 – Copenhague, 28 de fevereiro de 1648) foi o Rei da Dinamarca e Noruega de 1588 até sua morte. Seu reinado de 59 anos é até hoje o mais longo da história da Dinamarca.
O Reino da Dinamarca e Noruega foi governando por um conselho regencial até 1596, quando Cristiano completou 19 anos e iniciou seu governo pessoal. Ele é frequentemente lembrado como um dos monarcas dinamarqueses mais populares, ambiciosos e proativos da história, tendo iniciado várias reformas e projetos. Entretanto, sua obsessão pessoal por bruxaria levou a execução pública de pessoas inocentes, levando ao maior número de mortes na Dinamarca desde o início do século XVI. Ele renomeou a capital norueguesa Oslo para Cristiania, nome que foi usado até 1925.

## Juventude
Cristiano nasceu no Palácio de Frederiksborg em 1577, como um descendente, pelo lado materno do rei João da Dinamarca, e foi assim o primeiro descendente a assumir a coroa desde a deposição do rei católico Cristiano II, a ser descendente direto deste. Ele ascendeu ao trono com 11 anos de idade, posteriormente a morte de seu pai, em 4 de abril de 1588. Durante sua adolescência, o chanceler Niels Kaas e o conselho Rigsraadet: Peder Munk, Jørgen Rosenkrantz e Christopher Walkendorf, serviram como depositários do poder real. Ele recebeu uma boa educação, e era um aluno descrito como talentoso. Cristiano recebeu a sagrada unção em 17 de agosto de 1596, aos 19 anos de idade começando dai sua regência.

## Reinado

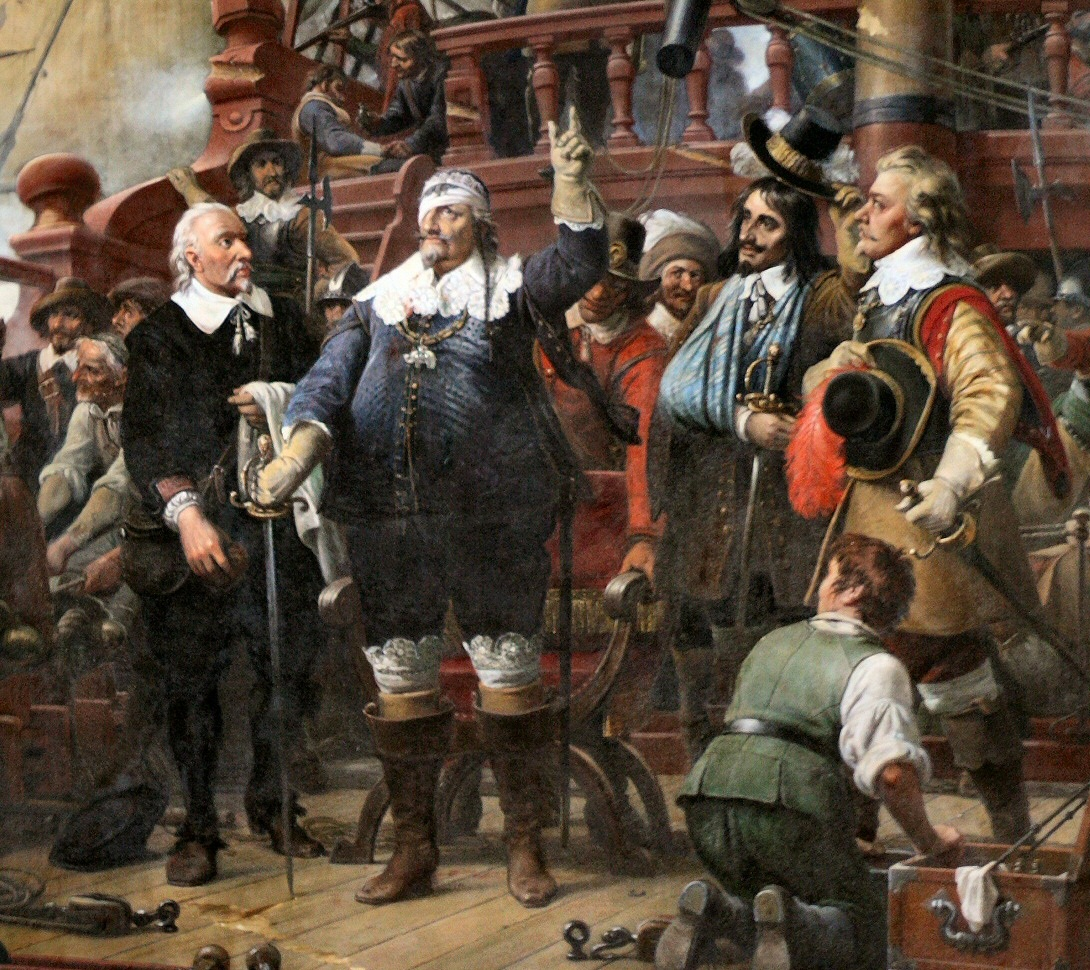
Cristiano no navio Trefoldigheden na batalha de Kolberger-Heide, em 1644

Cristiano procurou reforçar o seu reino, por exemplo, dando boas condições para ao comércio. Ele tentou através de meios militares para fazer a Dinamarca a primeira potência do Báltico, mas a sua intervenção na Guerra dos Trinta Anos, em 1625-1626 falhou. Depois disso, a Suécia tornou-se gradualmente o poder de liderança entre os países nórdicos. Em uma batalha naval contra uma frota sueca em 1644, o rei perdeu seu olho direito.
Cristiano IV foi um dos reis mais festivos e populares da história dinamarquesa. Ele estava muito interessado em cultura. Durante seu reinado várias cidades novas foram fundadas e muitos edifícios importantes foram erguidos, por exemplo, a Bolsa de Valores, a Torre Redonda e o Castelo Rosenborg, onde morreu.